# Achelous
Denna artikel handlar om en grekisk gud. För floden, se Acheloos.

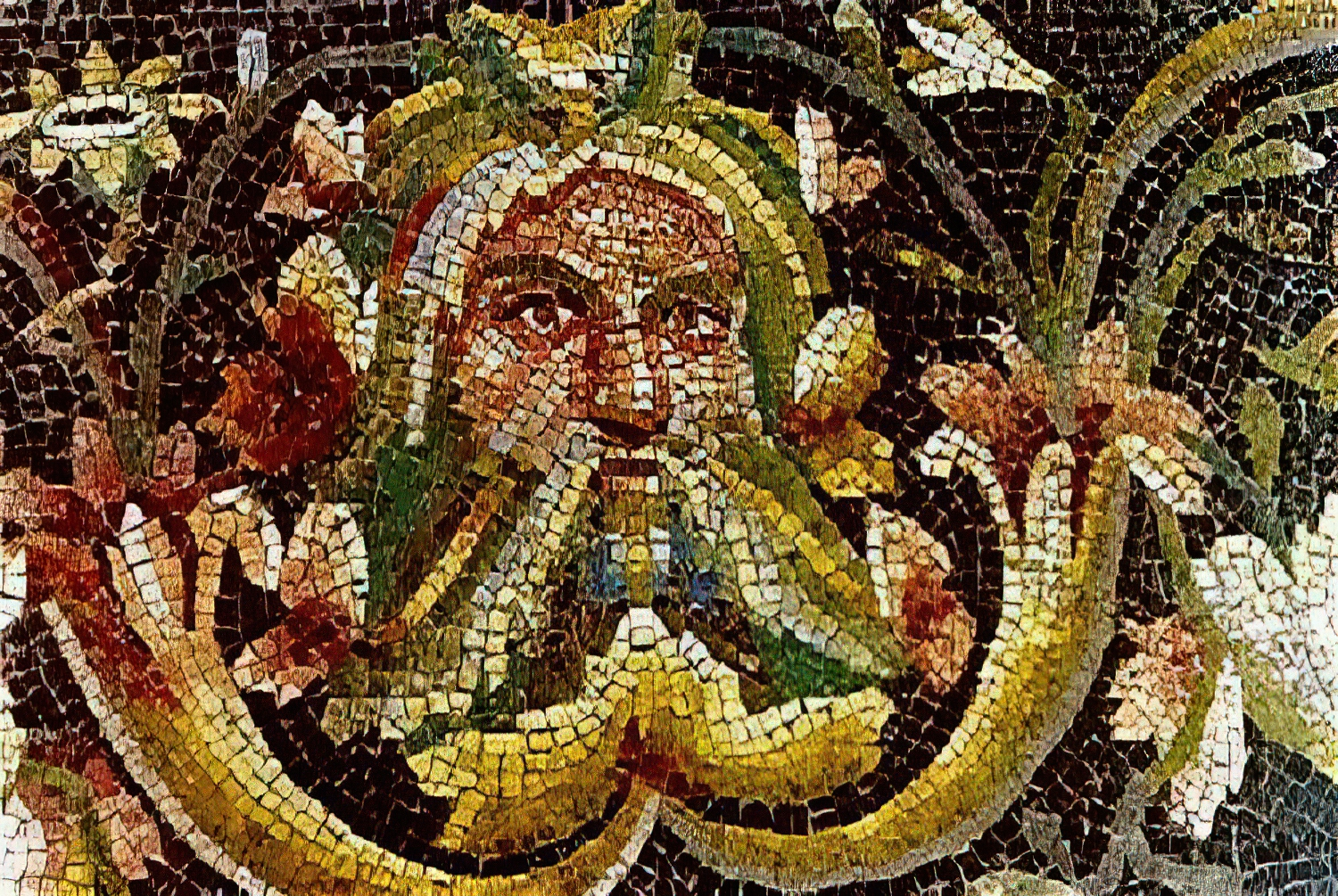
Achelous. Romersk mosaik.

Achelous eller Acheloos var i grekisk mytologi en vatten- och flodgud som personifierade floden med samma namn. Ur honom flödade alla andra vatten, floder och källor. Han var son till Okeanos och Tethys och far till Dirke och sirenerna.
Achelous dödades av Herakles efter ett gräl om prinsessan Deianeira. Efter hans död gav Herakles ett av hans horn till en grupp nymfer som förvandlades det till ett ymnighetshorn. Achelous avbildades som en man med tjurhuvud, ibland som en gråhårig man med horn.